# Alekszandrov Gaj-i járás

Az Alekszandrov Gaj-i járás a Szaratovi területen

Az Alekszandrov Gaj-i járás (oroszul: Александрово-Гайский муниципальный район) Oroszország egyik járása a Szaratovi területen. Székhelye Alekszandrov Gaj.

## Népesség
- 1989-ben 17 003 lakosa volt.
- 2002-ben 17 763 lakosa volt, melyből 9 258 kazah, 7 273 orosz.
- 2010-ben 16 855 lakosa volt, melyből 9 077 kazah, 6 695 orosz, 364 tatár, 192 csecsen, 84 koreai, 77 ukrán, 46 moldáv, 33 fehérorosz, 26 azeri, 19 üzbég, 16 csuvas, 16 örmény, 11 német, 10 cigány, 10 dargin, 8 tadzsik, 7 avar, 7 udmurt, 6 mari, 6 mordvin, 4 lezg, 3 baskír, 3 grúz, 1 ezid, 1 zsidó, 44 egyéb, 89 nem nyilatkozott.